# Ferdinand Schirren
Ferdinand Schirren (Antwerpen, 8 november 1872 –  Sint-Jans-Molenbeek, 19 februari 1944) was een Belgische kunstschilder, tekenaar, aquarellist en beeldhouwer. Hij is gekend als de eerste Belgische fauvist en als een van de belangrijke aquarelschilders van zijn periode. Als kunstenaar had hij invloed op onder meer Rik Wouters en Charles Dehoy.
Hij was de vader van de musicus Fernand Schirren.

## Levensloop
Ferdinand Schirren werd geboren op 8 november 1872 in Antwerpen als eerste zoon van Maximilien Schirren, een blikslager, en Anna Mendelsohn. Hij had vier zussen. Zijn ouders waren joden uit Riga die in 1864 naar Antwerpen emigreerden. De oorspronkelijke familienaam was Schirn. In juni 1876 verhuisde het gezin van Antwerpen naar Anderlecht.
Van in zijn jeugd was Schirren gepassioneerd door tekenen en wilde hij kunstenaar worden. Zijn ouders steunden hem hierin. Zijn artistieke opleiding begon op twaalfjarige leeftijd met een schooljaar avondlessen in de tekenschool van Anderlecht.
Deze opleiding werd enkele jaren later vervolgd door dagonderwijs aan de Koninklijke Academie voor Schone Kunsten in Brussel. De academische opleiding in de periode 1887-1894 bevatte vier jaar tekenen, één jaar beeldhouwen met Joseph Stallaert als één van zijn leraren, één jaar esthetische vorming en een praktische opleiding tot beeldhouwer door Jean-Baptiste De Keyser.
Na het beëindigen van zijn studies ging hij werken bij Jef Lambeaux, de stichter van avant-garde groep Les XX.

### Begin carrière

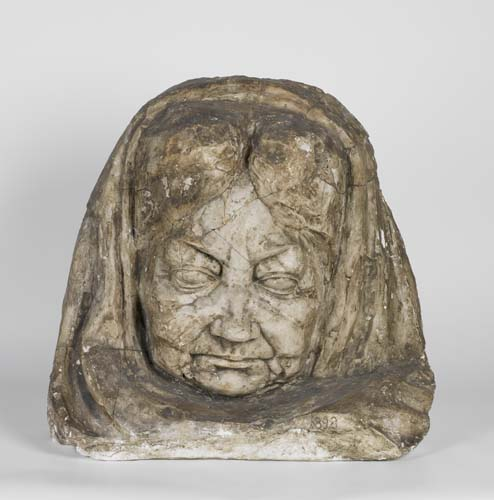
Helena Blavatsky (1898)

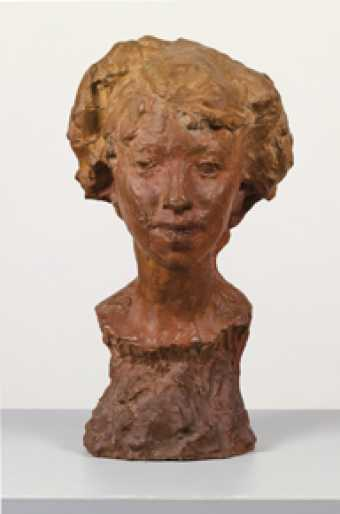
Portret van Ruth Toby (1905-1910)

In 1896 startte hij als zelfstandig beeldhouwer. In 1898 richtte hij samen met Auguste Oleffe, Louis Thevenet en Willem Paerels de groep Labeur op, die tot 1907 jaarlijks een expositie zou organiseren. Hij was een van de weinige beeldhouwers in deze groep. In die periode interesseerde hij zich maar matig voor de schilderkunst.
Op hun eerste tentoonstelling in 1898 exposeerde Schirren de ophefmakende portretbuste van de Russische theosofe Helena Blavatsky, een sculptuur in gips, met neiging naar geometrische vormen, een kubistische inslag en een voorbeeld van vereenvoudiging en synthese. Het werd later zijn meesterwerk genoemd. Deze constructieve sculptuur bleef echter uniek in het oeuvre van Schirren, daarna ging hij op een andere manier beeldhouwen in de meest uiteenlopende stijlen.
Op de tentoonstelling van Labeur in 1902 werd Kinderbuste, een werk met pointillistische inslag, door de kunstcritici afgekraakt. Ferdinand Schirren was al langer ontevreden over zijn creaties, die hij "aarzelende pogingen" noemde en belandde in een depressie. Hij vernielde in 1903 het grootste deel van zijn werken.
Op voorstel van zijn huisarts ging hij zich toeleggen op tekenen en schilderen. Hij zou echter zijn gehele leven sporadisch blijven beeldhouwen en in vele tentoonstellingen bleef zijn beeldhouwwerk regelmatig aan bod komen. De sculpturen uit de periode 1905-1910 waren daarom beperkt in aantal. De meeste gipsen ontwerpen werden zelfs niet in brons gegoten. Soms neigde hij sterk naar het klassieke, zoals Eva uit 1910, soms naar het expressionisme zoals met de portretbuste van mevrouw Ruth Toby of naar het sociaal realisme zoals met De kleine dienster.
In 1912 kreeg hij een belangrijke opdracht voor een monumentale sculptuur Gas op de gevel van het gemeentehuis van Sint-Gillis. Het werd een beeld in een conventionele academische stijl.

### Stijlverandering
Tijdens zijn periode als beeldhouwer had Schirren slechts sporadisch olieverfschilderijen in een eenvoudige realistische stijl gemaakt. Het gevoel voor kleur was echter reeds aanwezig. Vanaf 1904 ging hij zich vooral toeleggen op tekenen en olieverf. Hij had een voorliefde voor het portret, naakt en intimistische taferelen. 
Datzelfde jaar verhuisde hij met zijn echtgenote Maria Smeets naar Linkebeek. In Linkebeek maakte hij deel uit van de Calevoeters een hechte groep van bevriende kunstenaars rond geuzenbrouwer en mecenas François Van Haelen en het vrije atelier L'Effort, zonder dat er van een artistieke "school" sprake was. Ze werden ook de "Brusselse coloristen" of de "Zenneschilders" genoemd. Naast Schirren waren Rik Wouters, Edgard Tytgat, Charles Dehoy, Herman Teirlinck, Auguste Oleffe, Louis Thevenet, Willem Paerels, Jean Brusselmans, Anne-Pierre de Kat, Jos Albert, Louis Thevenet, Médard Verburgh, Philibert Cockx en Jehan Frison de belangrijkste leden van deze vriendengroep.

In het voorjaar van 1905 nam Schirren met vier beeldhouwwerken deel aan het Salon de la Société des Artistes Indépendants in Parijs. Hier maakte hij kennis met de werken van Henri Matisse, Raoul Dufy en André Derain, die op deze tentoonstelling voor schandaal zorgden. Hun werken waren een reactie tegen het academisme waarin het impressionisme was vervallen. Op het Herfstsalon van 1905 kregen deze kunstenaars de naam "fauvisten" en hun kunstrichting werd fauvisme genoemd.

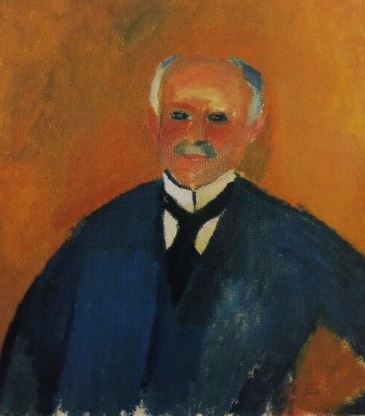
Portret van kunstverzamelaar Meyer (1905)

Deze kennismaking was voor Schirren een openbaring. Hij zag er pure kleur als middel om vorm te construeren, aanvankelijk zonder contouren. De heftige kleuren waren expressief en synthetiserend en niet langer realistisch. Reeds op het einde van het jaar maakte hij het portret van kunstverzamelaar Meyer, dat later bekend werd als het eerste Belgisch fauvistisch schilderij en waardoor Schirren meteen de eerste Belgische fauvist genoemd werd, een benaming die voor enige discussie zorgde. De term Brabantse fauvisten werd immers pas in 1941 door Paul Fierens voor de Calevoeters gebruikt. In werkelijkheid, hadden ze behalve de "vlugge vlekken" (tachisme) waarmee ze hun composities maakten weinig gemeen met de Franse fauvisten, ze brachten eerder fauvistische stijlelementen in klassieke structuren. Schirren en Wouters gingen iets verder omdat ze de natuur niet langer realistisch wilden weergeven, maar wel volgens hun persoonlijk inzicht en gevoel.

### Aquarellen en tekeningen
In 1906 begon Schirren als autodidact met het maken van aquarellen. In dit snelle werk kon hij het best zijn drang naar spontane expressie uiten, correcties waren niet mogelijk. De kleur zorgde voor de constructie aan de hand van naast elkaar aangebrachte langwerpige kleurvlakjes in primaire kleuren. Hierdoor leek het op een caleidoscoop. De tuinimpressies werden als de eerste fauvistische aquarellen in België en zelfs in Europa beschouwd, eveneens pas nadat Paul Fierens in 1941 de kunstenaar als 'Brabantse fauvist' had bestempeld.  
Schirren had een voorkeur voor houtskool, maar hij werkte ook graag met roodkrijt, pastel en zwarte waterverf. Hij mengde deze technieken niet. Zijn blancs et noirs, vooral met zwarte waterverf of Oost-Indische inkt, waren karakteristiek voor een deel van zijn werk. In tegenstelling tot Rik Wouters vulde hij ze niet op met waterverf. 
Naast zijn aquarellen ging hij ook experimenten in het tekenen experimenteren. Hij gaf het lineaire op voor een grillig tachisme, de voorstelling werd weergegeven met vegen en vlekken. In zijn werk maakte hij gebruik van suggestie, felle contrasten en dynamische ritmes. Tot 1916 bleef zijn voorkeur gaan naar het aquarel, naast de gewassen tekening en houtskool, eerder dan naar olieverf. 

### Invloed op anderen

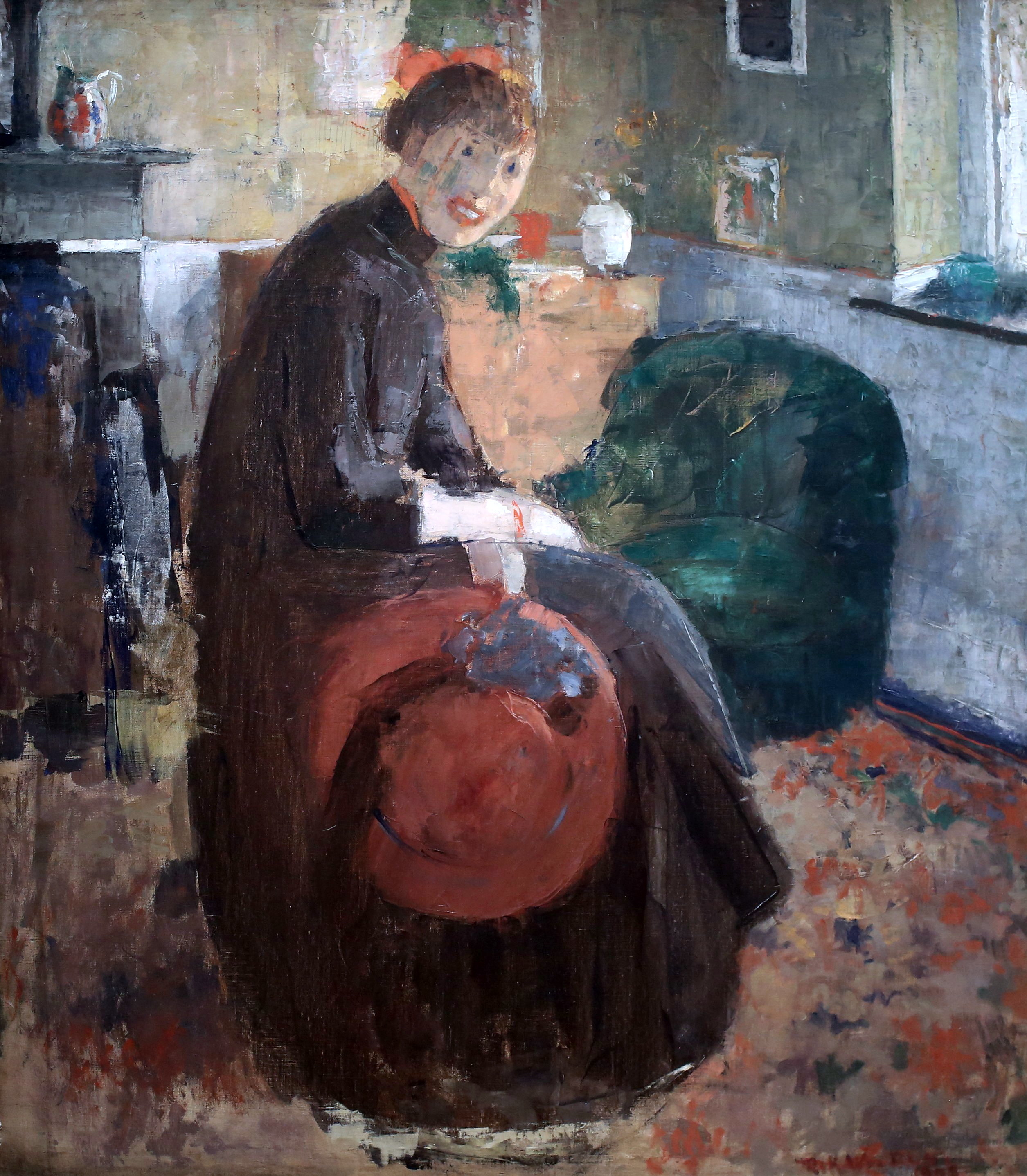
Nel met een rode hoed (1909), Rik Wouters

Hij zou anderen zoals Rik Wouters en vooral Charles Dehoy naar het fauvisme leiden. Schirren heeft met zijn fauvistische esthetiek een belangrijke invloed op Rik Wouters gehad. In 1907 gaf hij aan Wouters de raad om de dikke verflaag te vervangen door het vrije penseel en de compositie op te bouwen met weglatingen in een fris en ongedwongen kleurenpalet. Dit werd het kenmerk van Wouters, die later de bekendste Belgische "fauvist" werd. 
Schirren en Wouters kenden elkaar al langer. Nel Duerinckx, de echtgenote en muze van Wouters, was voor haar kennismaking in 1902 met Wouters model geweest bij Schirren. In de biografie van Wouters, die voor een groot deel op getuigenissen van Nel Duerinckx berusten, werd Schirren nauwelijks vermeld. De verwantschap tussen de grafische werken van Schirren en Wouters zijn echter opvallend. Dit leidde tot wat Serge Goyens de Heusch "Een historisch twistpunt: het overwicht van Wouters op Schirren" noemt.
Herman Teirlinck beschreef Ferdinand Schirren als een erudiet persoon, maar tevens een dromer, een mystieke natuur, die zich interesseerde in filosofie. Hij genoot veel sympathie bij jonge kunstenaars. Emile Salkin en Odette Collon waren leerlingen van hem.

### Doorbraak
In 1910 sloot Schirren zich aan bij de groep Le Sillon en kreeg zo toegang tot hun jaarlijkse tentoonstellingen. In 1912 woonde hij opnieuw in Brussel en kreeg hij zijn eerste individuele tentoonstellingen in Antwerpen en in het museum van Keulen.   
1912 was ook het jaar van de opening van de Galerie Georges Giroux aan de Koningsstraat te Brussel, die het leven van de Brabantse fauvisten zou veranderen. Op deze tentoonstelling was Schirren met enkele tekeningen vertegenwoordigd. Het werk van Rik Wouters stond echter centraal op deze openingstentoonstelling. Wouters kreeg van Georges Giroux een exclusiviteitscontract aangeboden en zou hierdoor bijzonder succesvol worden.

### Eerste Wereldoorlog
In 1914 verhuisde Schirren nog vóór het begin van de oorlog naar Frankrijk, waar hij hoofdzakelijk in Parijs woonde.  Hij maakte verschillende aquarellen, onder andere Seine-, park- en straatzichten. In Parijs leerde hij Pierre-Auguste Renoir kennen die hem zou steunen in zijn verdere artistieke ontwikkeling.

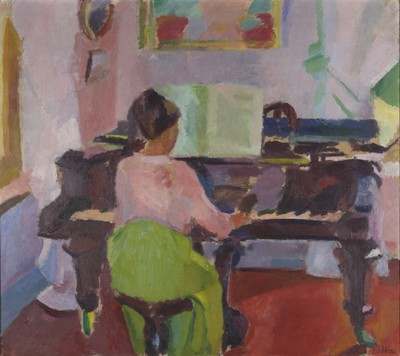
Vrouw aan de piano (1917)

In deze periode ging hij ook meer schilderen. Hij bleef experimenteren met zijn techniek. In Vrouw voor de spiegel (1915) werkte hij met verdunde verf en contrasterende kleuren om op een expressieve wijze volumes te suggereren. Vanaf 1916 bereidde hij zich voor op een grote solotentoonstelling die hij in 1917 in de Galerie Georges Giroux aangeboden kreeg en waar hij meer dan 100 werken kon exposeren.  De tentoonstelling kende een groot succes, vooral met zijn meesterwerk Vrouw aan de piano (1917). Op deze tentoonstelling werd zijn talent als schilder voor het eerst ontdekt. Kleur zou gedurende de rest van zijn leven essentieel blijven in de vormgeving van zijn synthetische werken.
Georges Giroux bood Schirren een lucratief exclusiviteitscontract aan, ter vervanging van Rik Wouters die in 1916 overleden was. Hoewel Schirren in financiële moeilijkheden verkeerde ging hij hier niet op in omdat hij zijn vrijheid en zelfstandigheid niet beknopt wilde zien. Schirren heeft later wel nog regelmatig op Giroux een beroep moeten doen omdat hij financiële problemen had.

### Interbellum
In 1919 werd Schirren lid van de Cercle des XV, een nieuwe kunstenaarsgroep. Hij verliet zijn eerste echtgenote en ging samenwonen met zijn model en minnares Yvonne Esser, met wie hij later trouwde en twee kinderen had, Fernand (1921), de latere musicus, en Anne Marie (1922). In 1920 vestigden ze zich in Frankrijk, aanvankelijk in Nice, daarna in Nogent-sur-Marne. In 1922 keerden ze terug naar Brussel en gingen in Sint-Agatha-Berchem wonen.

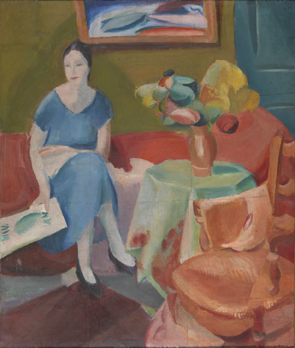
Vrouw in het blauw (1921)

Het fauvisme was voorbijgestreefd en had plaats gemaakt voor het expressionisme. Schirren nam hier echter niet aan deel en zocht zijn eigen weg, met een voorliefde licht en pure kleur. Hij evolueerde naar een sobere en gedisciplineerde vorm van fauvisme. Zijn werken werden intimistisch en dikwijls geïnspireerd op de familiale omgeving. Hij maakte in deze periode hoofdzakelijk aquarellen. Hij ging ook opnieuw meer tekenen. Zijn composities waren lineair met een belangrijke rol voor de omtreklijn. In 1921 schilderde Vrouw in het blauw, een compositie op basis van kleur en volumes die rust uitstraalde en waarvan het decor even belangrijk bleek als de figuur.  Dit meesterwerk werd geschilderd op acht aan elkaar genaaide stukken canvas, waarschijnlijk uit financiële noodzaak.
Vanaf het einde van de jaren twintig ging hij Oost-Indische inkt gebruiken voor het vastleggen van de contouren. Zij aquarellen werden echter  waziger omdat hij de mogelijkheden van natgemaakt papier ging gebruiken. Het ultramarijn blauw is duidelijk aanwezig, het werd een kenmerk van Schirren.  Hij schilderde nu ook veel stillevens met bloemen. Zijn werken uit de jaren dertig en veertig stonden dicht bij de werken uit zijn vroege periode met mystieke inslag en denkbeeldige tuinen. Op het einde van zijn leven beperkte zijn kleurenpalet zich tot pasteltinten, de felle kleuren verdwenen.
Hij genoot algemene erkenning als kunstenaar, de tentoonstellingen volgden elkaar op tot 1940, vooral in België, maar ook in het buitenland. Kunsthistorica Trees Deryckere vermeldde 93 groepstentoonstellingen (waarvan zeventig bij leven), zeven solotentoonstellingen en negen retrospectieven.

### Overlijden
Tijdens de Tweede Wereldoorlog leefde Schirren met zijn gezin ondergedoken in een villa in Sint-Agatha-Berchem, waar hij kon genieten van de  steun van vele vrienden. Ondanks een huiszoeking van de Gestapo werd hij niet gedeporteerd. Hij stierf op 19 februari 1944 ten gevolge van een hartinfarct.

## Stijl en invloed
Schirren was fier op zijn Joodse afkomst en gaf dit als verklaring voor de gevoelige aard die zijn werk kenmerkte. Gedurende zijn hele artistieke leven leed Schirren onder de spanning tussen spontane creativiteit en onderwerping aan de regels van de klassieke kunst.
Hij was een zoekend kunstenaar, nooit tevreden over zich zelf en voortdurend bezig met experimenteren. Die drang naar voortdurende vernieuwing in vorm en techniek en het plotse overschakelen van de ene kunstdiscipline naar de andere is kenmerkend voor zijn oeuvre.

## Galerij

### Beeldhouwwerken

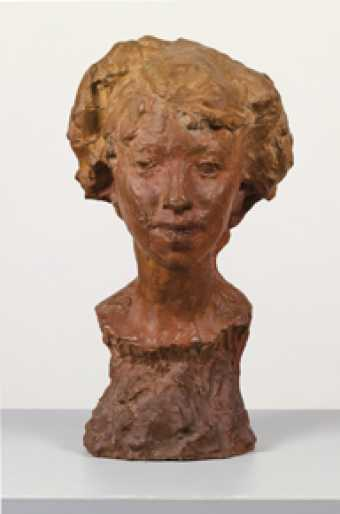
Portret van Ruth Toby (periode 1905-1910)
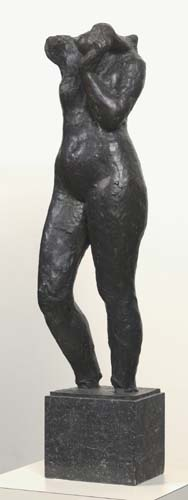
Eva 1910
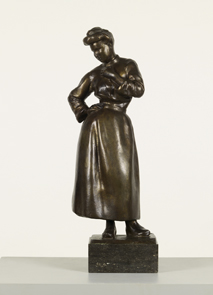
De kleine dienster (periode 1905-1910)

### Tekeningen

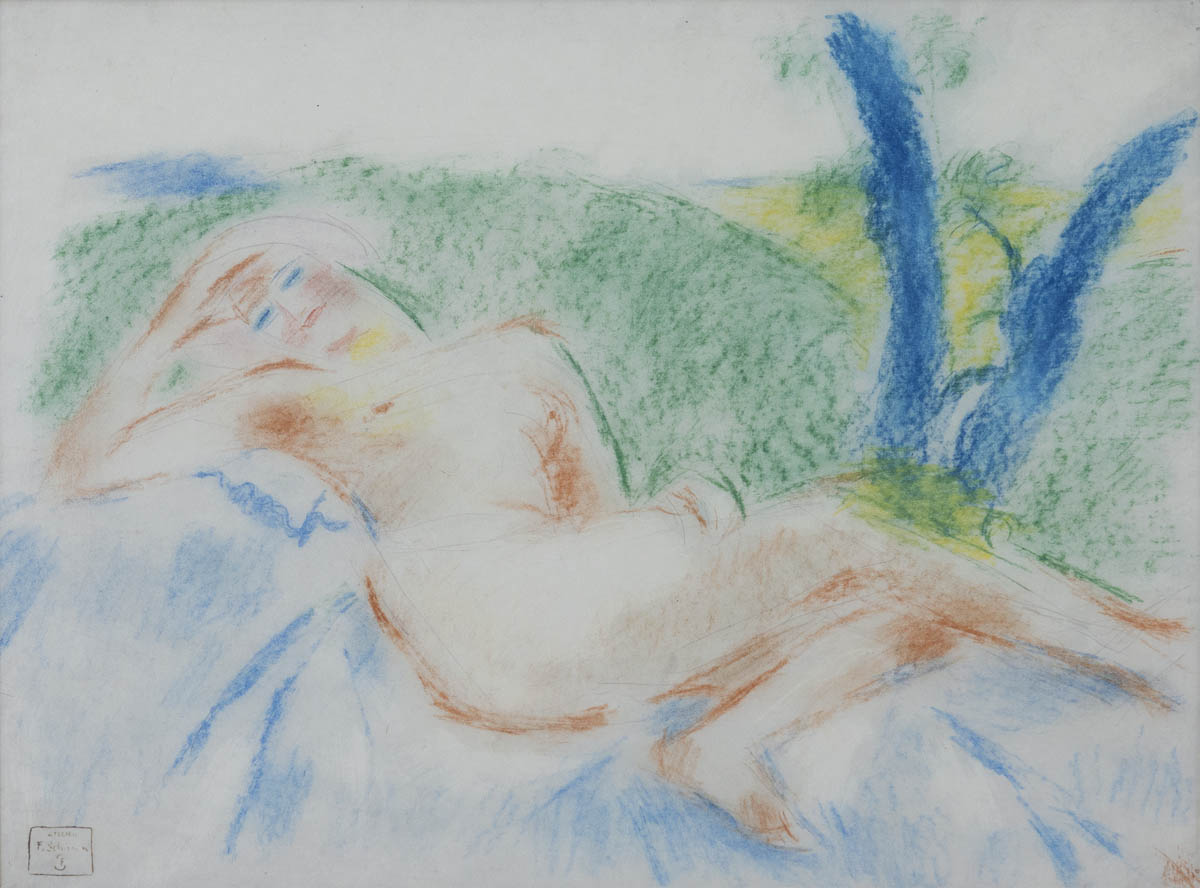
Liggend naakt
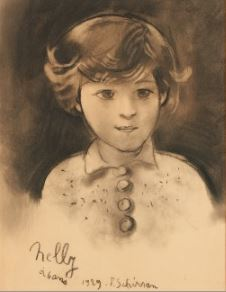
Nelly 6 jaar (1929)
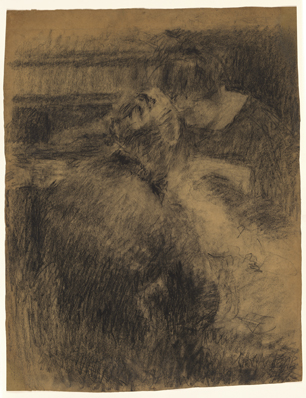
De naaisters (1910) Houtskool (Koninklijk Museum voor Schone Kunsten)

### Aquarellen

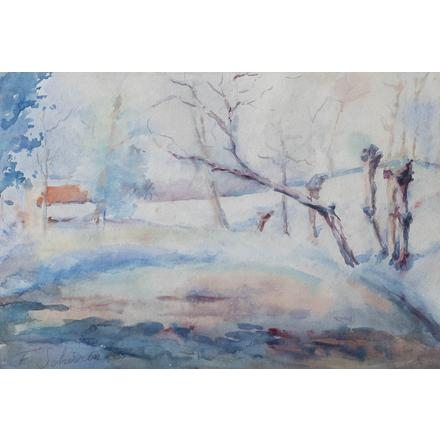
Winterlandschap (1940)
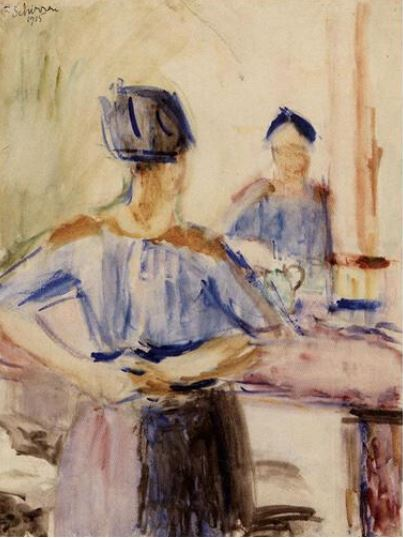
Vrouw voor de spiegel 1915
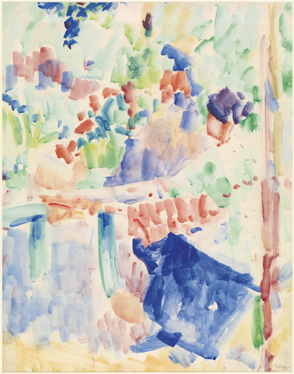
In de tuin (1906)

### Olieverf

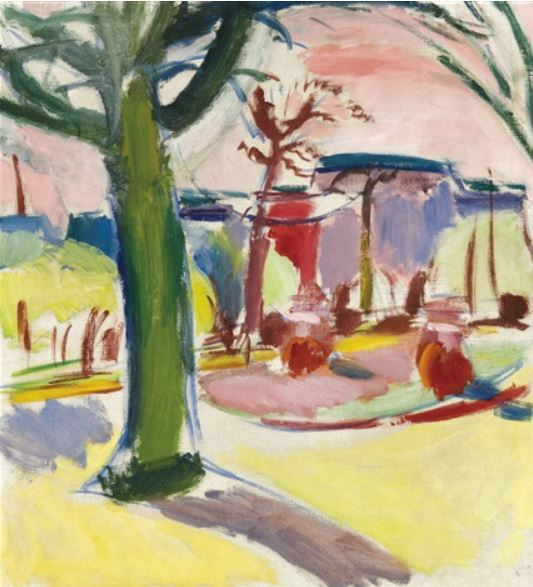
Onder de bomen (1910)
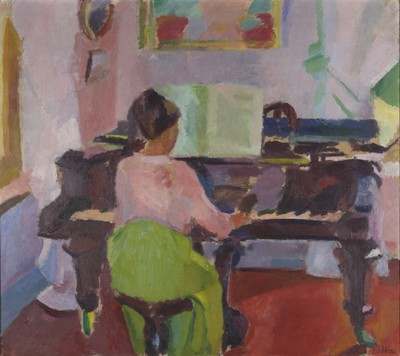
Vrouw aan de piano (1917)
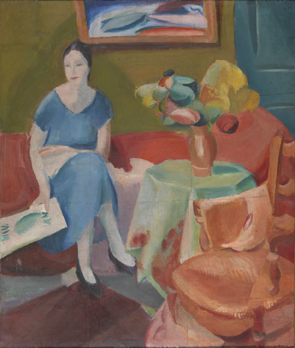
Vrouw in het blauw (1921)

## In museumcollecties
Het werk van de schilder is vertegenwoordigd in verschillende musea:
- Antwerpen: Koninklijk Museum voor Schone Kunsten[16]
- Brussel: Koninklijke Musea voor Schone Kunsten[52]
- Museum van Elsene[53]
- Museum Ludwig Keulen[54]
- Antwerpen Beeldentuin Middelheim Museum[55]
- Joods Museum van België [56]
- Het Goudblommeke in Papier, Brussel[57]
- Mu.Zee Oostende[58]

De Koninklijke Musea voor Schone Kunsten van België in Brussel hebben een tentoonstelling gewijd aan Schirren. Deze tentoonstelling liep van november 2011 tot maart 2012.
- Bibliothèque nationale de France: cb14450640b (data)
- Gemeinsame Normdatei: 119262045
- International Standard Name Identifier: 0000 0000 6675 7787
- Library of Congress Control Number: nr00020791
- Musée national d'archéologie, d'histoire et d'art: lkl000896
- Nederlandse Thesaurus van Auteursnamen: 07119018X
- RKD-Nederlands Instituut voor Kunstgeschiedenis: 70580
- Système universitaire de documentation: 058489401
- Union List of Artist Names: 500062360
- Virtual International Authority File: 22947264
- WorldCat: E39PBJgCJRG6gP7dmXK4dD6dwC